# صولجان (عصا)

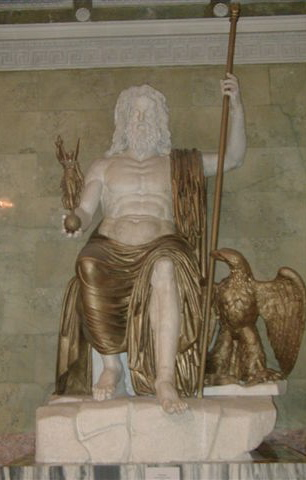
جوبيتر وهو يحمل صولجانا وكرة في متحف الإرميتاج

الصولجان أو المِيحار أو المِيجَار هو قضيب أو عصا اعتبرت دائما علامةً على السلطة.

## العصور القديمة
كان الصولجان بين اليونانيين الأوائل عصا طويلة يستعملها الشيوخ، وأصبح مستعملا من قبل القضاة والزعماء العسكريين والكهنة وآخرين. وهي ممثلة على المزهريات الملونة بعصا طويلة على قمتها حلية معدنية، ويحملها بعض الآلهة. وكانت الصولجانات الإتروسكانية مستعملة من الملوك وذوي المراكز العليا من الكهنة، وتحدثت العديد من الصور عن مثل تلك الصولجانات مثل الجداريات الموجودة على حيطان القبور الملونة في إتروريا. تمتلك المتاحف مثل المتحف البريطاني، ومتاحف الفاتيكان واللوفر صولجانات إتروسكانية من الذهب، وهي مزينة بشكل متقن ودقيق جدا.
من المحتمل أن الصولجان الروماني اشتق من الإتروسكاني. وكان الصولجان العاجي (sceptrum eburneum) أيام حكم الجمهورية علامة على الرتبة القنصلية وكان أيضا مستعملا من قبل الجنرالات المنتصرين الذين قبلوا لقب آمر imperator، وقد يقال أنها آثارها بقيت في عصا المشير. وأيام حكم الإمبراطورية، كان الصولجان الأغسطي sceptrum Augusti مستعملا بشكل خاص من قبل الأباطرة، وكان في أغلب الأحيان من العاج وعلى قمته نسر ذهبي. ويظهر كثيرا على ميداليات الإمبراطورية اللاحقة، التي بها على الوجه شكل بنصف الطول للإمبراطور، يحمل في يد الصولجان الأغسطي، وفي الأخر كرة تعلوها مجسم صغير للنصر.

## العصور الوسطى
مع تقدم المسيحية، كان يعلو الصولجان في أغلب الأحيان صليب بدلا من النسر، لكن أثناء العصور الوسطى كانت قمم الصولجان تتفاوت إلى حد كبير. وفي إنجلترا استعمل صولجانان في نفس الوقت، ومن زمن ريتشارد الأول تم تمييزها بوضع صليب أو حمامة على القمة. وفي فرنسا، وضع على قمة الصولجان الملكي شعار زهرة الزنبق fleur de lys، والآخر، المعروف بيد العدالة، كان عنده يد مفتوحة على القمة.
تمثل الصولجانات بأشياء مقدسة صغيرة على القمة أحيانا على الأختام الملكية، كما في الختم الأكبر لإدوارد الثالث، حيث كان الملك المتوج يحمل مثل هذا الصولجان، لكنه لم يكن شكلا عاديا؛ ومن المهم ملاحظة أن أحد صولجانات اسكتلندا المحفوظة في أدنبرة، له مثل هذه الأشكال المقدسة على القمة، مع صور صغيرة لمريم العذراء، والقديس أندراوس والقديس يعقوب بن زبدي بها. هذا الصولجان، كما يعتقد، صنع في فرنسا حوالي العام 1536، للملك جيمس الخامس. وتظهر أختام الدولة الكبرى وهي تصور الملك عادة عند تتويجه وهو يحمل صولجانا (ويمثل غالبا المرتبة الثانية في الكرامة) في اليد اليمنى والكرة والصليب في اليسار. وهارولد جودوينسون مصور هكذا على نسيج بايو.
أوائل أشكال التتويج في القرن التاسع تذكر صولجانا (sceptrum)، وعصا (baculum). في ما يسمى بمراسم تتويج إثيلريد الثاني كانت تسمى صولجانا (sceptrum) وقضيبا (virga)، وهذه أيضا الحالة مع مراسم تتويج في القرن الثاني عشر. في سجل معاصر لتتويج ريتشارد الأول كان الصولجان الملكي من الذهب مع صليب ذهبي، والقضيب الذهبي (virga) مع حمامة ذهبية على القمة، وقد ذكرت للمرة الأولى. وفي حوالي العام 1450 جمع رجل يدعى سبورلي وهو راهب من دير وستمنستر، مجموعة عن قائمة الآثار هناك. وقد تضمنت المقالات المستعملة في تتويج إدوارد المعترف، وتركها لتتويج ورثته. وهي صولجان ذهبي وقضيب خشبي مذهب وقضيب حديدي. وقد بقت حتى الاتحاد البريطاني، وقد وصفت بدقة في جرد لكل الملابس الملكية في عام 1649، عندما حطم كل شيء.
ومن أجل تتويج تشارلز الثاني صنعت صولجانات جديدة، ومع ذلك عدلت بشكل طفيف، وما زال قيد الاستعمال. وهي صولجان مع صليب تدعى صولجان القديس إدوارد، وصولجان مع حمامة، وصولجان طويل أو عصا مع صليب ذهبي على القمة دعيت عصا القديس إدوارد. وقد أضيف بعد ذلك صولجانان للملكة أحدهما عليه صليب والآخر عليه حمامة.